# دايفيد لويد
دايفيد لويد (بالإنجليزية: David Lloyd)‏ (1 يناير 1872 المملكة المتحدة - ) هو لاعب كرة قدم بريطاني يلعب كمهاجم.